# Charadrahyla
Charadrahyla is een geslacht van kikkers uit de familie boomkikkers (Hylidae). De groep werd voor het eerst wetenschappelijk beschreven door Julián Faivovich, Célio Fernando Baptista Haddad, Paulo Christiano de Anchietta Garcia, Darrel Richmond Frost, Jonathan Atwood Campbell en Ward C. Wheeler in 2005.
Er zijn zes soorten die voorkomen in Noord-Amerika en endemisch zijn in zuidelijk Mexico.

## Soorten
Geslacht Charadrahyla
- Soort Charadrahyla altipotens
- Soort Charadrahyla chaneque
- Soort Charadrahyla nephila
- Soort Charadrahyla taeniopus
- Soort Charadrahyla tecuani
- Soort Charadrahyla trux

Anotheca · 
Bromeliohyla · 
Charadrahyla · 
Diaglena · 
Dryophytes · 
Duellmanohyla · 
Ecnomiohyla · 
Exerodonta · 
Hyla · 
Isthmohyla · 
Megastomatohyla · 
Plectrohyla · 
Ptychohyla · 
Rheohyla · 
Sarcohyla · 
Smilisca · 
Tlalocohyla · 
Triprion